# Sérvia
Sérvia (grec moderne: Σέρβια) est une ville du district régional de Kozáni en Macédoine-Occidentale en Grèce.
De 2011 à 2019, après la réforme Kallikratis, Sérvia était le siège de la municipalité de Sérvia-Velvendós. Depuis la réforme administrative de 2019, Sérvia est le siège de la « communauté de communes étendue » homonyme. La municipalité elle-même compte 3 174 habitants au recensement de 2021.

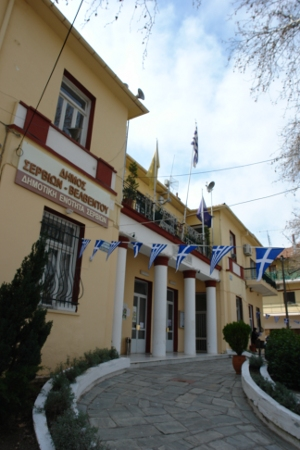
Mairie de Sérvia.

La communauté de communes de Sérvia a une superficie de 400,116 km2, la municipalité elle-même comptant 51,603 km2.

## Étymologie
Selon l'historiographie serbe, le nom actuel serait un témoignage du règne d'Étienne Douchan durant lequel la région appartînt à la Serbie de 1341 à 1346. Selon l'historiographie turque le nom de Serfice est ottoman et provient du turc sarf signifiant « coude » ou « tournant » : la route de Ptolémaïs à Larissa tourne justement à Sérvia. L'historiographie grecque, elle, se réfère au latin servo (« servir, desservir ») qui aurait été adopté par la romanisation des populations locales sous l'influence commerciale de la Via Egnatia : des populations romanisées, les Valaques (ϐλάχοι), vivent toujours dans la région.

## Préhistoire
Sérvia a donné son nom au site de peuplement néolithique situé à côté de l'ancien pont traversant la rivière Haliakmon à l'ouest, à présent immergé profondément sous la surface du lac de barrage Polyphytos. Ce site a été exploré pour la première fois par Alan Wace et fouillé pour la première fois par l'École britannique d'Athènes sous la direction de Walter Abel Heurtley (en) en 1930. De nouvelles fouilles ont été menées conjointement par le service archéologique grec et la École britannique d'Athènes sous la direction d'Ékaterina Rômiopoulou et de Cressida Ridley entre 1971 et 1973, avant que les eaux du lac de barrage hydroélectrique de Polyphytos n'inondent la vallée et le site.
Le site est un tumulus créé par les débris de phases successives d’occupation humaine, commençant au Néolithique moyen, environ 5000 avant notre ère. Des maisons carrées ou rectangulaires, d'un à deux étages, étaient formées de poteaux en chêne massif entre lesquels les murs étaient réalisés en pisé et torchis. Le répertoire en céramique de couleur rousse à crème est « classique » de cette phase et proche des sites thessaliens de Sesklo et d'Achilleion (Thessalie) (en). Les formes typiques sont les corbeilles à fruits, les bols peu profonds et les pichets. Les outils en os et en pierre sont fréquents tandis que les ornements en pierre et en coquillages (Spondylus gaederopus et Glycymeris) sont assez fréquents. L'occupation s'est paisiblement poursuivie pendant un millénaire jusqu'aux premiers stades de la période néolithique supérieure, caractérisée par des poteries noires brunies et gris sur gris. Des tessons occasionnels de poterie d'autres styles, ainsi que des morceaux d'obsidienne de Milos montrent que des liens commerciaux à longue distance avaient été établis avec la Thessalie côtière et la Macédoine orientale. Après un long intervalle d'abandon, l'occupation reprit au début de l'âge du bronze (troisième millénaire avant JC) lorsque le répertoire céramique suggère une proximité avec la Macédoine centrale plutôt qu'avec la Thessalie.
Les études paléobotaniques des graines et autres restes végétaux récupérés à toutes les périodes sur le site et étudiées par R. Housely et R. Hubbard fournissent des informations importantes sur les premières pratiques agricoles grecques.

## Histoire
Le nom antique de la ville était Phylacae (Φυλακαί) cité par Pline l'Ancien et signifiant « sentinelles ». En 480 avant notre ère, pendant les guerres médiques, l'empereur perse Xerxès traverse Phylacae, réquisitionant hommes, bêtes et denrées. Alexandre le Grand rattache la cité au royaume de Macédoine autour de 335 avant notre ère. Près de deux siècles de « paix macédonienne » suivent.
Le roi Persée de Macédoine perd la bataille de Pydna en 160 avant notre ère face au général romain Paul-Émile le Macédonique : Sérvia devient romaine. L'apôtre Paul passe à Sérvia autour de 64, mais la christianisation n'intervient que bien plus tard et progressivement, pour n'être complète qu'au Ve siècle.
Pendant les invasions barbares, les Goths dirigés par Thiudimir pillent Phylacae entre 460 et 479. De 560 à 630 la cité est restaurée sous les règnes de Justinien et d'Héraclius : des thermes et des basiliques sont construites. Au Xe siècle le basileus Constantin VII Porphyrogénète intègre les slaves établis dans la région depuis le VIe siècle et organisés en « sklavinies », dans le système foncier, fiscal, militaire et religieux (thèmes) de l'Empire romain d'orient. L'hellénisation des slaves et leur christianisation justifient la création d'un évêché. Les Valaques s'hellénisent eux aussi, mais à partir de 978, le processus d'hellénisation est interrompu sous le Premier Empire bulgare, qui confie la région de Sérvia au chef valaque Niculițā (Νικουλιτζά).
Le général byzantin Nicéphore Xiphias reconquiert Phylacae en 1001, sous le règne de l'empereur Basile II. La paix est conclue en 1018 puis Phylacae se relève lentement. En 1204, la quatrième croisade ravage à nouveau Sérvia après moins de deux siècles de paix. Théodore Doukas, le despote d'Épire, libère et relève Phylacae-Sérvia en 1216. En 1257, en partie grâce à l'entremise de Théodora de Sérvia, de la dynastie Doukas, épouse de Michel II d'Épire, Sérvia est réintégrée dans l'Empire byzantin. Puis Étienne Douchan de Serbie conquiert la ville en 1341, mais l'empereur Jean Cantacuzène la reprend en 1346.
En 1393, le sultan turc Bajazet Ier s'empare de Sérvia, désormais nommée Serfidjé pour plus de quatre siècles. Par l'islamisation des habitants et la colonisation de konariotes turcophones, les yörük, Serfidjé acquiert progressivement une majorité musulmane. De 1882 à 1912, elle devient capitale du sandjak ottoman de Serfidje, dans le vilayet de Monastir.
Le 10 octobre 1912 (julien), au cours de la première guerre balkanique, l'armée grecque de Thessalie entre dans Sérvia après sa victoire dans la bataille de Sarantaporo. Les turcs Serfidjis commencent à quitter la ville, progressivement remplacés par des Grecs venus de Thrace égéenne, devenue bulgare. Au cours de la Première Guerre mondiale, en 1915, Sérvia accueille les armées serbes en retraite et, proche du front serbe et bulgare, devient l'une des bases de l'armée française Sarrail. Après la guerre, en 1919-1923, la ville accueille des réfugiés grecs d'Asie mineure à la suite de la « Grande Catastrophe » et du traité de Lausanne : eux et leur descendance représentent depuis lors plus d'un tiers des Serviotes.
Le 13 avril 1941, la Wehrmacht entre dans Sérvia, c'est l'Occupation. Le cycle meurtrier actions de la Résistance-répression allemande commence dès la fin de l'année et se poursuit jusqu'à la fin de 1944 : les combats pour la libération d'abord provisoire, ensuite définitive de la ville se déroulent en plusieurs étapes, jusqu'à la victoire début 1945 de la résistance communiste. En 1946-1949, pendant la guerre civile grecque, Sérvia continue à être l'enjeu de plusieurs batailles entre les troupes communistes et gouvernementales. Ces dernières sont victorieuses, mais la ville en sort ruinée, incendiée et dépeuplée. Les habitants survivants y reviennent dans la décennie 1950 mais le relèvement est lent et les ressources limitées.
En 1981 Sérvia devient une ville de l'Union européenne. Le 13 mai 1995 un séisme de 6,7 degrés sur l'échelle de Richter détruit une grande partie de la ville. La crise financière due à la dérégulation mondiale et aux endettements de la Grèce, en partie consécutifs aux Jeux olympiques de 2004, frappe durement l'économie de la ville en 2010, alors qu'elle se relevait à peine du séisme.
Le 28 juin 2012, le patriarche œcuménique Bartholomée Ier de Constantinople visite Sérvia qui, depuis la séparation des Églises d'Orient et d'Occident, se trouve dans sa juridiction religieuse.
En 1976, la mine de lignite de Sérvia est ouverte afin d'alimenter l'usine Larco de production de ferronickel à Lárymna. Au début du XXIe siècle, la production annuelle de cette mine se situe entre 250 000 et 300 000 t tonnes. Dans le contexte de la situation financière difficile de l'entreprise, une partie du lignite est revendue à PPC pour soulager sa facture électrique.

## Galerie

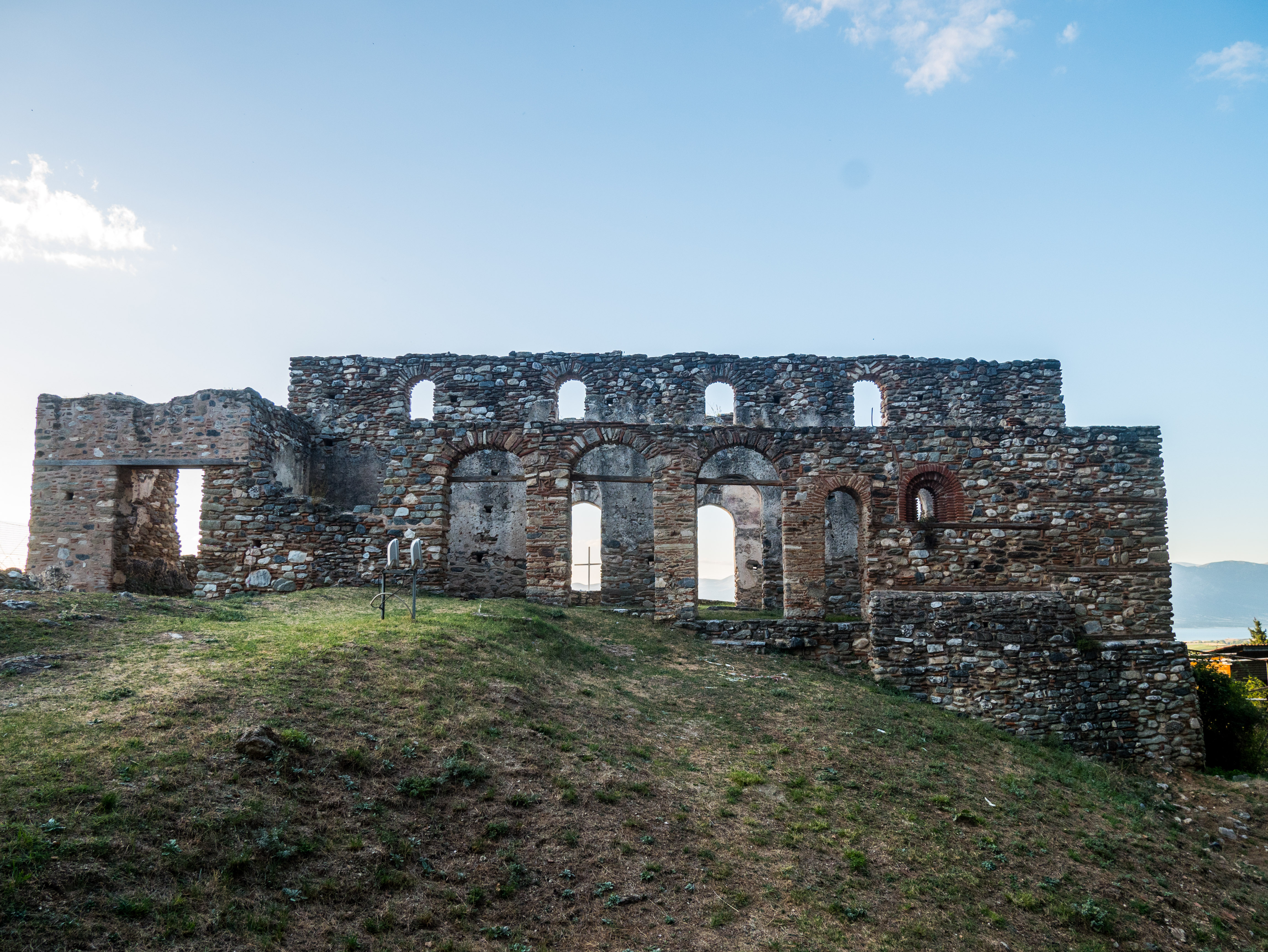
Ruines de basilique byzantine du Cathécumène
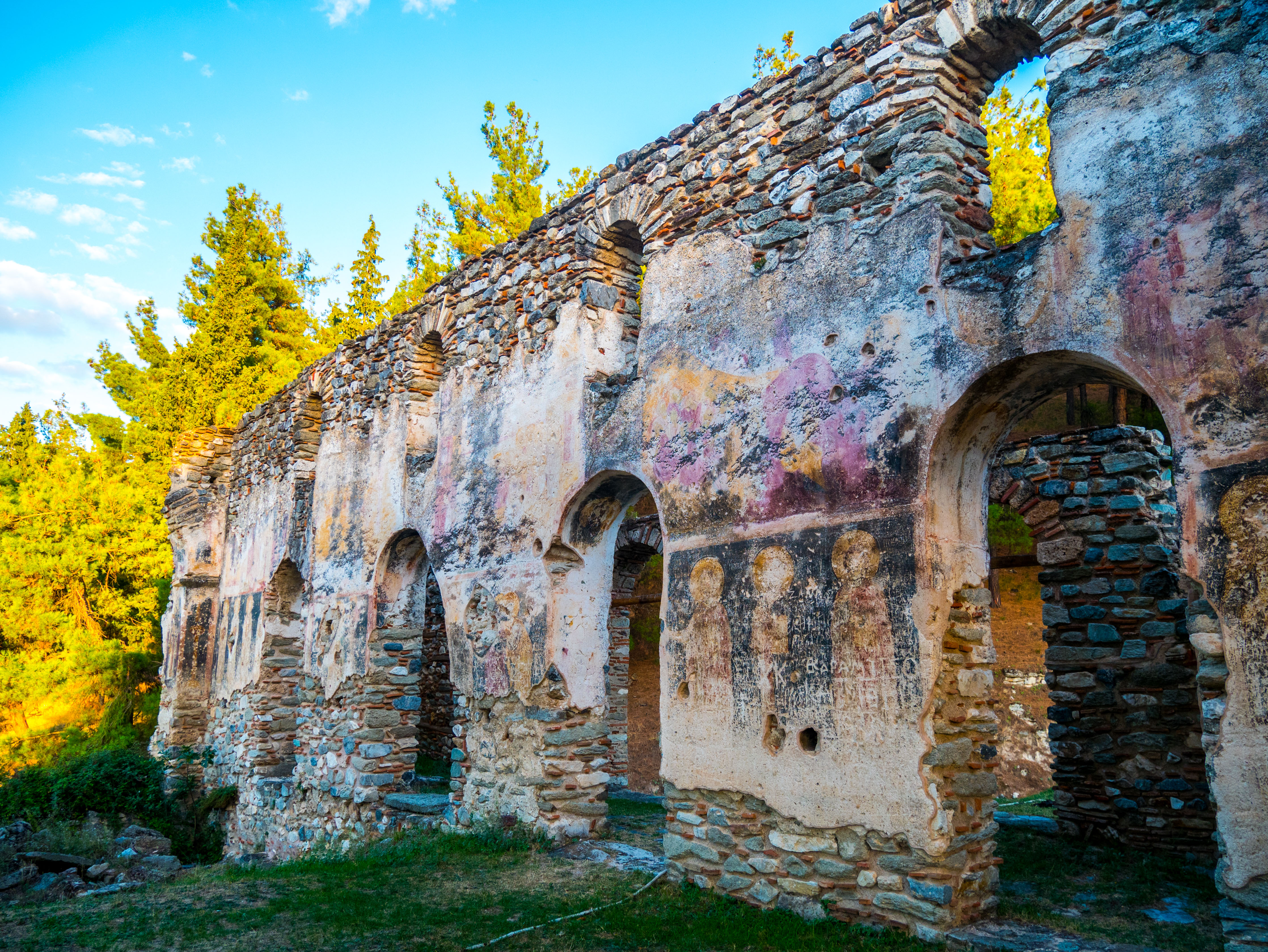
Intérieur de basilique byzantine du Cathécumène
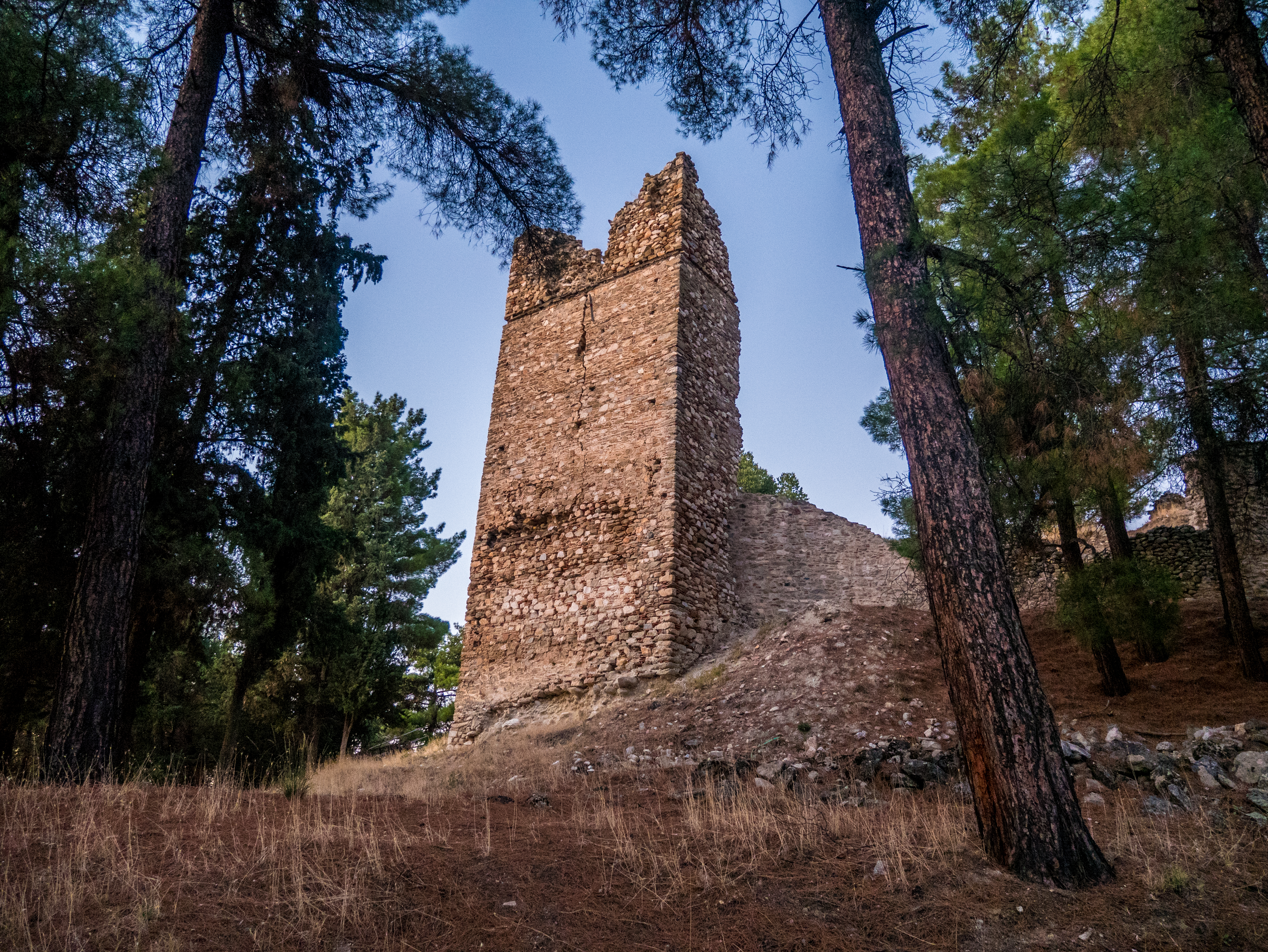
Ruines des fortifications byzantines
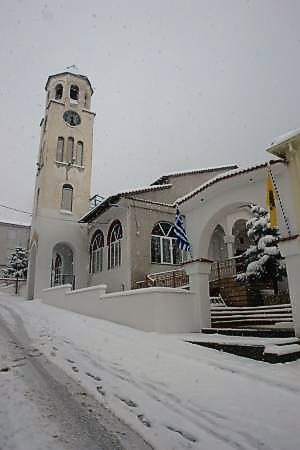
Église de Kyriakè
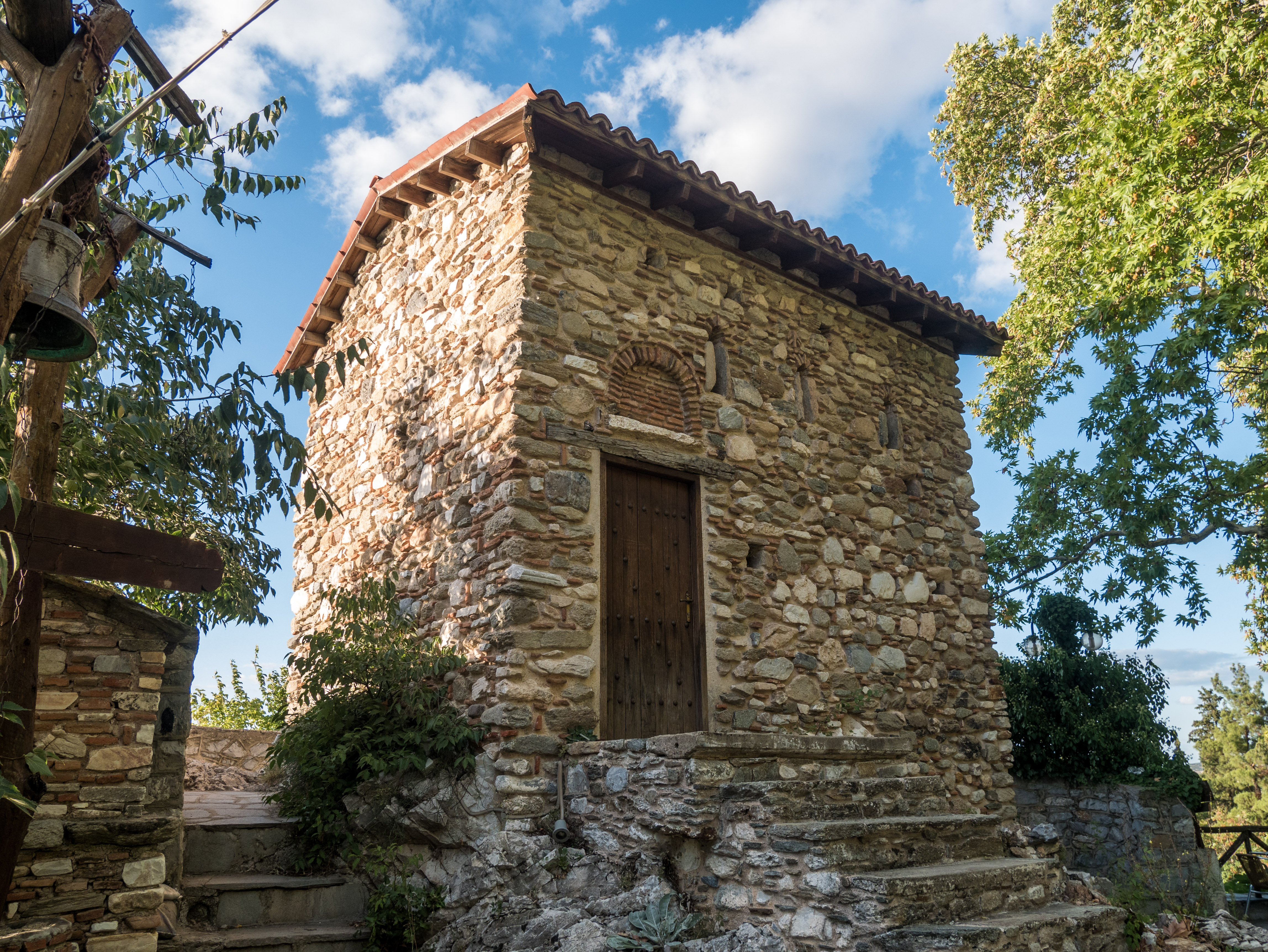
Église byzantine des saints Anargyres
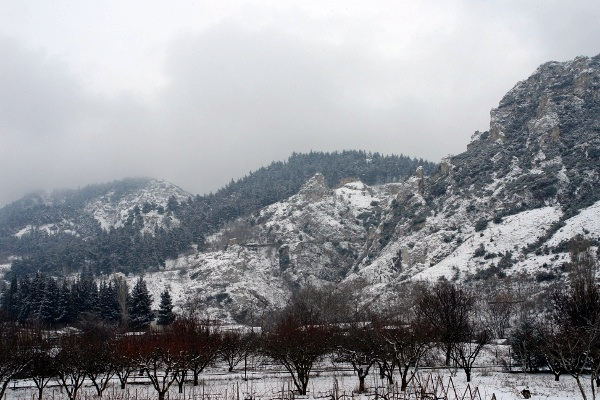
Mont Kamvounia au sud de Servia